# یالچین حافظ‌اوغلو
یالچین حافظ‌اوغلو ( به ترکی استانبولی: Yalçın Hafızoğlu) (زادهٔ ۱۸ اوت ۱۹۸۹، استانبول ) بازیگر و موسیقی‌دان اهل ترکیه است است.

## زندگینامه
یالچین حافظ اوغلو در ۱۸ آوت ۱۹۸۹ در استانبول به دنیا آمد. پدرش اهل صامسون و مادرش اهل اسکوپیه در مقدونیه شمالی است. او تحصیلات ابتدایی خود را در مدارس خصوصی کالامیش به پایان رساند. پس از آن، او از مدرسهٔ راهنمایی گوزتپه یشیل‌بهار، دبیرستان گوزتپه احسان کورشون‌اوغلو در آناتولی و گروه مهندسی محیط زیست دانشگاه کوجااِلی فارغ‌التحصیل شد. او مدرک کارشناسی ارشد خود را در رشته تئاتر از دانشگاه هالیچ گرفت.

### بازیگری
یالچین حافظ‌اوغلو از کودکی به بازیگری علاقه داشت. او در سال‌های ‎ ۲۰۱۴-۲۰۱۶توسط نازان کوچاک، دنیز اردم، سوئدا چیل، دستان باتماز و برنا آدیگوزل آموزش بازیگری دید. اولین بازی او در کارنامه کاری‌اش، شخصیت «سلیم» به عنوان بازیگر مهمان در سریال عشق اجاره‌ای است که در سال ۲۰۱۶ از شبکهٔ استار تی‌وی پخش شد. او در فیلم کشف چناق‌قلعه به کارگردانی ولکان کجاتورک که فیلمبرداری آن از سال ۲۰۱۶ آغاز شد و در سال ۲۰۱۸ منتشر شد، نقش «روی» را بازی کرده است. او از نوامبر ۲۰۱۶ وارد سریال تلویزیونی راهزنان در دنیا حکومت نمی‌کنند شد و نقش «هیزیرعلی چاکیربِیلی» را بازی کرد که به شهرت رسید.

### موسیقی
علاقهٔ یالچین به موسیقی از دوران کودکی شروع شد. او در سال‌های ‎ ۱۹۹۹-۲۰۰۰۳از یوجل براک آموزش طبل (درام) را گذراند. اولین تجربهٔ صحنه‌ای او، نمایش شب سال نو در سال ۲۰۰۱ با گروه موسیقی مدرسه بود. در دوران دبیرستان با گروه مدرسه‌اش در مسابقهٔ موسیقی دبیرستان شرکت کرد. او در این مسابقه جایزه بهترین ساز را شخصا و جایزه بهترین آهنگسازی را با گروه خود در سال ۱۳۸۵ دریافت کرد.
در سال‌های ‎۲۰۰۸-۲۰۱۵ با گروه‌های زیادی در سبک‌های بلوز ، راک و متال اجرا کرد. او در سال ۲۰۱۷ به سبک ایندی راک موسیقی Shall We? را ساخت. او آلبوم چندآهنگه Live in Sin را با گروه آلکرا منتشر کرد که موسیقی پراگرسیو متال را زیر نظر Nefes Records پخش می کند. او در آلبوم چندآهنگهٔ «به من شانس بده» فکرت ارتان بازی کرد.

## فیلم‌شناسی
| سریال‌ها   | سریال‌ها                       | سریال‌ها             |
| سال       | نام                           | نقش                 |
| --------- | ----------------------------- | ------------------- |
| ‎۲۰۱۶–۲۰۲۱ | راهزنان در دنیا حکومت نمی‌کنند | هیزیرعلی            |
| ۲۰۱۶      | عشق اجاره‌ای                   | سلیم (بازیگر مهمان) |
| فیلم ها   |                               |                     |
| ۲۰۱۸      | Keşif Çanakkale کشف چناق‌قلعه  | روی                 |

| ویدیوکلیپ‌ها | ویدیوکلیپ‌ها               | ویدیوکلیپ‌ها            | ویدیوکلیپ‌ها        |
| سال         | هنرمند                    | اثر                    | یادداشت‌ها          |
| ----------- | ------------------------- | ---------------------- | ------------------ |
| ۲۰۱۹        | Arıza Kontrol Saati       | Akrep Yelkovan         | نوازنده، تهیه‌کننده |
| ۲۰۱۸        | Alkera آلکرا              | Falls Within محشور شدن | نوازنده، تهیه‌کننده |
| ۲۰۱۲        | Gürcan Ersoy گورجان ارسوی | Eski Şehir اسکی‌شهر     | نوازنده            |

## آلبوم‌شناسی
| سال  | هنرمند                  | اثر                         | یادداشت‌ها                  |
| ---- | ----------------------- | --------------------------- | -------------------------- |
| ۲۰۲۰ | Alkera آلکرا            | Coexist همزیستی             | تک‌آهنگ، نوازنده، تهیه‌کننده |
| ۲۰۱۹ | Arıza Kontrol Saati     | Akrep Yelkovan              | تک‌آهنگ، نوازنده، تهیه‌کننده |
| ۲۰۱۸ | Arıza Kontrol Saati     | Neredeyim Ben? من کجا هستم؟ | تک‌آهنگ، نوازنده، تهیه‌کننده |
| ۲۰۱۸ | Alkera آلکرا            | Live In Sin زندگی در گناه   | تک‌آهنگ، نوازنده، تهیه‌کننده |
| ۲۰۱۸ | Fikret Ertan فکرت ارتان | Bir Şans Ver شانس دادن      | آلبوم چندآهنگه، نوازنده    |
| ۲۰۱۷ | -                       | Shall We? آیا ما؟           | آلبوم چندآهنگه، نوازنده    |

## جوایز و نامزدها
| سال  | سازمان                 | جایزه      |
| ---- | ---------------------- | ---------- |
| ۲۰۰۶ | مسابقه موسیقی دبیرستان | بهترین ساز |